# Kelly Clark
Kelly Clark (ur. 26 lipca 1983 w Newport) – amerykańska snowboardzistka, trzykrotna medalistka olimpijska.

## Kariera
Po raz pierwszy na arenie międzynarodowej pojawiła się 15 marca 1998 roku w Mt. Snow, gdzie w zawodach FIS Race zajęła 17. miejsce w halfpipe’ie. W 2000 roku wystąpiła na mistrzostwach świata juniorów w Berchtesgaden, gdzie zdobyła złoty medal w tej samej konkurencji.
W zawodach Pucharu Świata zadebiutowała 17 grudnia 2000 roku w Mont-Sainte-Anne, zajmując 37. miejsce. Pierwsze pucharowe punkty wywalczyła 18 stycznia 2001 roku w Kronplatz, zajmując trzecie miejsce. Tym samym nie tylko zdobyła punkty, ale od razu stanęła na podium. W zawodach tych wyprzedziły ją jedynie jej rodaczka, Tricia Byrnes i Natasza Zurek z Kanady. Najlepsze wyniki osiągnęła w sezonie 2012/2013, kiedy to zwyciężyła w klasyfikacji generalnej AFU, a w klasyfikacji halfpipe’a zdobyła Małą Kryształową Kulę. Ponadto w klasyfikacji halfpipe’a zwyciężała także w sezonach 2013/2014 (AFU - 2. miejsce) i 2014/2015 (AFU - 3. miejsce), a w sezonach 2015/2016 i 2016/2017 zajmowała drugie miejsce.
W 2002 roku wywalczyła złoty medal na igrzyskach olimpijskich w Salt Lake City, wyprzedzając Francuzkę Doriane Vidal i Fabienne Reuteler ze Szwajcarii. Na rozgrywanych cztery lata później igrzyskach w Turynie była czwarta, przegrywając walkę o podium z Norweżką Kjersti Buaas. Podczas igrzysk w Vancouver w 2010 roku była trzecia, plasując się za Australijką Torah Bright i obrończynią tytułu Hannah Teter z USA. Brała też udział w igrzyskach olimpijskich w Soczi w 2014 roku, gdzie ponownie była trzecia. Tym razem lepsze okazały się kolejna reprezentantka USA, Kaitlyn Farrington i Torah Bright. Była też między innymi dziewiąta na mistrzostwach świata w Madonna di Campiglio w 2001 roku. Ponadto w swym dorobku ma 13 medali Winter X Games w superpipe'ie, w tym 8 złotych.
Poza karierą sportową pracuje jako pilot samolotu myśliwskiego typu Boeing F/A-18E/F Super Hornet w Amerykańskich Siłach Powietrznych.

## Osiągnięcia

### Igrzyska olimpijskie
| Miejsce | Dzień     | Rok  | Miejscowość    | Konkurencja | Zwyciężczyni       |
| ------- | --------- | ---- | -------------- | ----------- | ------------------ |
| 1.      | 10 lutego | 2002 | Salt Lake City | Halfpipe    | -                  |
| 4.      | 13 lutego | 2006 | Turyn          | Halfpipe    | Hannah Teter       |
| 3.      | 18 lutego | 2010 | Vancouver      | Halfpipe    | Torah Bright       |
| 3.      | 12 lutego | 2014 | Soczi          | Halfpipe    | Kaitlyn Farrington |
| 8.      | 13 lutego | 2018 | Pjongczang     | Halfpipe    | Chloe Kim          |

### Mistrzostwa świata
| Miejsce | Dzień       | Rok  | Miejscowość          | Konkurencja | Zwyciężczyni  |
| ------- | ----------- | ---- | -------------------- | ----------- | ------------- |
| 9.      | 27 stycznia | 2001 | Madonna di Campiglio | Halfpipe    | Doriane Vidal |

### Puchar Świata

#### Miejsca w klasyfikacji generalnej
- sezon 2000/2001: 40.
- sezon 2002/2003: -
- sezon 2003/2004: -
- sezon 2004/2005: -
- sezon 2008/2009: 31.
- sezon 2009/2010: 70.
  - AFU[2]
- sezon 2012/2013: 1.
- sezon 2013/2014: 2.
- sezon 2014/2015: 3.
- sezon 2015/2016: 5.
- sezon 2016/2017: 8.
- sezon 2017/2018: 12.

#### Zwycięstwa w zawodach
1. Sapporo – 18 lutego 2001 (halfpipe)
2. Bardonecchia – 11 lutego 2005 (halfpipe)
3. Bardonecchia – 7 lutego 2009 (halfpipe)
4. Cypress – 14 lutego 2009 (halfpipe)
5. Cardrona – 26 sierpnia 2012 (halfpipe)
6. Soczi – 14 lutego 2013 (halfpipe)
7. Cardrona – 24 sierpnia 2013 (halfpipe)
8. Copper Mountain – 21 grudnia 2013 (halfpipe)
9. Copper Mountain – 6 grudnia 2014 (halfpipe)
10. Park City – 1 marca 2015 (halfpipe)
11. Mammoth Mountain – 24 stycznia 2016 (halfpipe)
12. Bokwang – 19 lutego 2017 (halfpipe)

#### Pozostałe miejsca na podium w zawodach
1. Kronplatz – 18 stycznia 2001 (halfpipe) - 3. miejsce
2. Asahikawa – 25 lutego 2001 (halfpipe) - 3. miejsce
3. Valle Nevado – 13 września 2002 (halfpipe) - 3. miejsce
4. Jōetsu – 28 lutego 2004 (halfpipe) - 3. miejsce
5. Cardrona – 26 sierpnia 2009 (halfpipe) - 2. miejsce
6. Copper Mountain – 12 stycznia 2013 (halfpipe) - 2. miejsce
7. Park City – 6 lutego 2016 (halfpipe) - 3. miejsce
8. Cardrona – 8 września 2017 (halfpipe) - 2. miejsce
9. Copper Mountain – 9 grudnia 2017 (halfpipe) - 3. miejsce

- W sumie (12 zwycięstw, 3 drugie miejsca i 6 trzecich miejsc).